# Invasion! pjäser noveller texter
Invasion! pjäser noveller texter är en samlingsvolym från 2008 av Jonas Hassen Khemiri. Khemiri skildrar en rad olika karaktärer som bl.a. Vanja, Harley, Abulkasem och Carl Jonas Love Almqvist. I boken ingår ett urval av de noveller och krönikor som Khemiri har skrivit sedan debuten 2003, och två pjäser: den kritikerrosade Invasion! och den helt nyskrivna Fem gånger Gud.